# Pološčenke
Pološčenke (znanstveno ime Ganoderma) so rod gliv iz družine pološčark (Ganodermataceae).
Znanstveno ime izvira iz staro grških besed γάνος, 'ganos', 'svetlost, sijaj', in δέρμα, 'derma', 'koža'.

## Značilnosti
Eno skupino vrst pološčenk je dokaj enostavno prepoznati, saj imajo pološčene klobuke in so videti, kot da bi bile polakirane. Drugo skupino je nekoliko težje ločiti od drugih luknjičarjev brez mikroskopa, čeprav ta skupina vsebuje dobro znano sploščeno pološčenko (Ganoderma applanatum); pri tej skupini so klobučki motno rjavi. Pri obeh skupinah površine por porjavijo na pritisk, meso pa počrni s KOH. Trosi pološčenk imajo značilno dvojno steno.
So parazitske in saprofitne na lesu listavcev ali iglavcev in so relativno izbirčne glede podlage, ki je tipična za posamezno vrsto in redko prečkajo mejo med listavci in iglavci. Včasih so omejene samo na določena drevesne vrste.
Uspešna določitev temelji na številnih znakih, ki jih lahko opazujemo tudi brez uporabe mikroskopa, čeprav je merjenje spor tudi zelo pomembno. Barva posušenega mesa sega od bele do bledo rjave do temno rjave. Pri nekaterih vrstah so na mesu značilne koncentrična rastna območja. Druga značilnost mesa pri nekaterih vrstah je prisotnost črnikasti rastnih trakov, ki jih je, tako kot koncentrična rastna območja, težko opaziti brez čisto odrezanega roba in povečevalnega stekla. Druge pomembne lastnosti vključujejo prisotnost ali odsotnost stebla, vrsto lesa, na katerem raste goba, in znana območja razširjenosti vrste.

## Seznam pološčenk Slovenije[4]
- debela pološčenka (Ganoderma adspersum)
- sploščena pološčenka (Ganoderma applanatum)
- jelkina pološčenka (Ganoderma carnosum)
- svetlikava pološčenka (Ganoderma lucidum)
- bakrenasta pološčenka (Ganoderma pfeifferi)
- smolena pološčenka (Ganoderma resinaceum)
- macesnova pološčenka (Ganoderma valesiacum)